# Тамлук
Тамлук (англ. Tamluk) — город в индийском штате Западная Бенгалия. Административный центр округа Восточный Миднапур. Средняя высота над уровнем моря — 6 метров. По данным всеиндийской переписи 2001 года, в городе проживало 45 826 человек, из которых мужчины составляли 52 %, женщины — соответственно 48 %. Уровень грамотности взрослого населения составлял 77 % (при общеиндийском показателе 59,5 %). Уровень грамотности среди мужчин составлял 83 %, среди женщин — 72 %. 11 % населения было моложе 6 лет.

## Известные жители
- Кхудирам Бос — индийский революционер.